# Widłoząb miotlasty

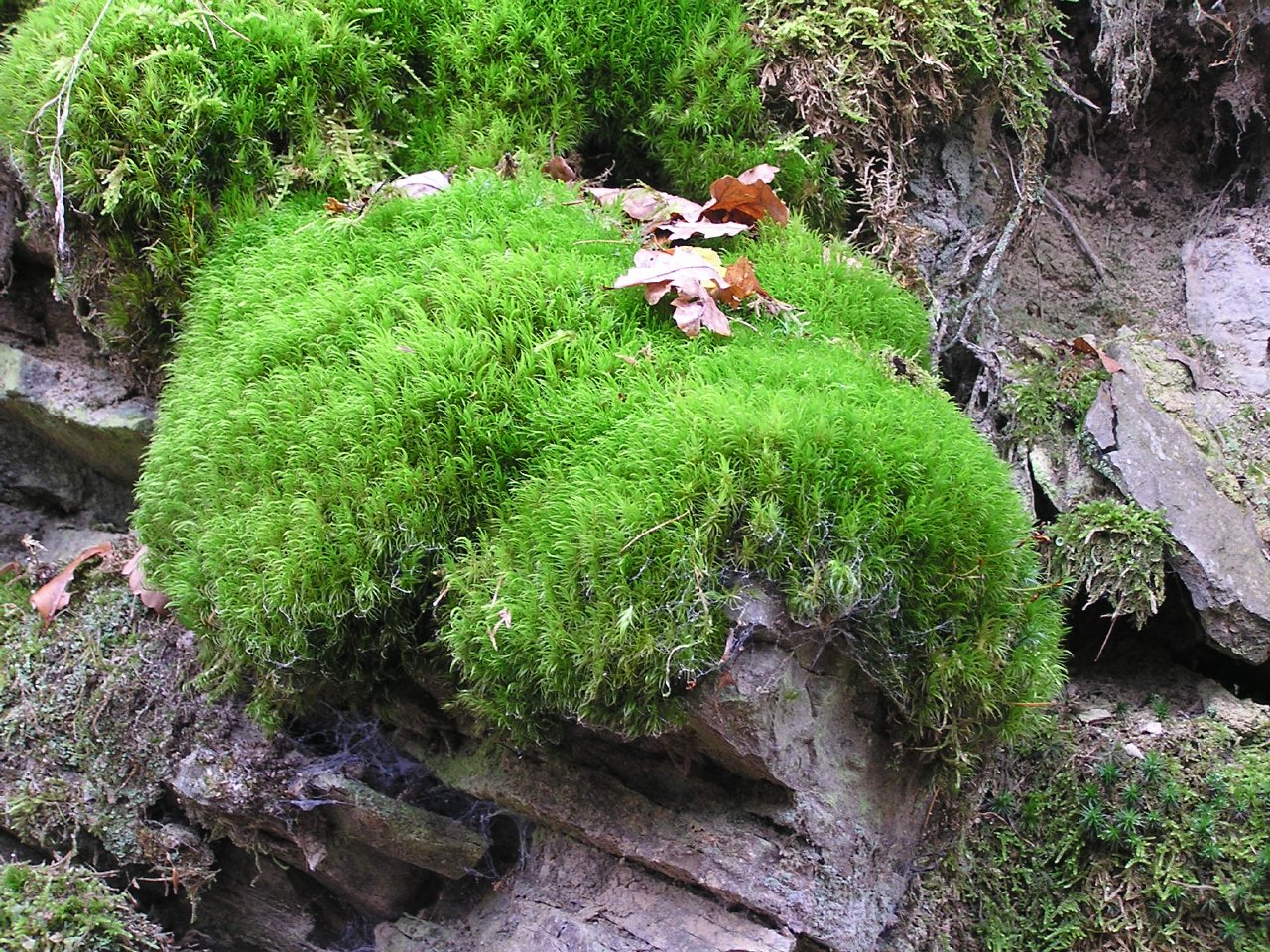
Kępy widłozębu miotlastego

Widłoząb miotlasty, widłoząb miotłowy, widłoząb leśny (Dicranum scoparium (L.) Hedw.) – gatunek mchu należący do rodziny widłozębowatych (Dicranaceae). Występuje na glebach kwaśnych i silnie kwaśnych. Spotykany zwłaszcza w borach iglastych i mieszanych oraz na torfowiskach. Jest gatunkiem charakterystycznym (ChCl) dla klasy Vaccinio-Piceetea.

## Morfologia
Charakterystyczną cechą tego gatunku jest widlaste zakończenie liści. Żebro w nich jest pojedyncze i sięga samego szczytu łodygi, których długość waha się w granicach 2–6 cm. Pokryte są białymi chwytnikami. Puszka zakrzywiona, brunatna; przykryta wieczkiem z charakterystycznym, długim dzióbkiem.

## Ochrona
Gatunek jest objęty w Polsce ochroną częściową od 2004 roku. Status ochronny został utrzymany w Rozporządzeniu Ministra Środowiska z dnia 9 października 2014 r. w sprawie ochrony gatunkowej roślin.